# Марк Каро
Марк Каро́ (нар. 2 серпня 1956) — французький кінорежисер і художник-постановник. Найбільш відомий своїми спільними фільмами з Жаном-П'єром Жене («Делікатеси», «Місто загублених дітей»).

## Життя
Марк Каро народився 2 серпня 1956 року у Франції.
Наприкінці 1970-х потоваришував з Жаном-П'єром Жене. Завдяки цій дружбі з'явився ряд спільних короткометражних фільмів і два повнометражних («Делікатеси», «Місто загублених дітей»).

## Творчість
Вже перші анімаційні фільми, створені спільно з Жаном-П'єром Жене, отримали кілька нагород. Згодом була знята неанімаційна короткометражка «Бункер останньої черги» (Le bunker de la dernière rafale, 1981), що розповідала про зростаючу параною серед солдатів у похмурому футуристичному світі, суміш наукової фантастики і героїчного фентезі. Згодом спільними зусиллями Жене і Каро були зняті ще дві короткометражки («Немає спокою для Біллі Бракко», 1984; «Нісенітниці», 1989).
Популярність і визнання обом авторам принесли дві стрічки: «Делікатеси» (1991) та «Місто загублених дітей» (1995), сповнені витонченого гумору, саспенсу, драматизму і чуттєвості.
У 2008 році, після 13-річної перерви, має вийти наступний фільм Каро «Данте 01», його перший цілком власний режисерський проект. Цей науково-фантастичний фільм розповідає про космічну в'язницю, та про спроби в'язнів з неї втекти.

## Фільмографія

### Повнометражні фільми
- 1991 — Делікатеси / Delicatessen (спільно з Жаном-П'єром Жене)
- 1995 — Місто загублених дітей / La Cité des enfants perdus (спільно з Жаном-П'єром Жене)
- 2008 — Данте 01 / Dante 01

### Короткометражні фільми
- 1978 — Втеча / L'évasion (спільно з Жаном-П'єром Жене, анімаційний)
- 1979 — Манеж / Le Manège (спільно з Жаном-П'єром Жене, анімаційний, 10 хв.)
- 1981 — Бункер останньої черги / Le Bunker de la dernière rafale (спільно з Жаном-П'єром Жене, 26 хв.)
- 1984 — Немає спокою для Біллі Бракко / Pas de repos pour Billy Brakko (спільно з Жаном-П'єром Жене, анімаційний, 5 хв.)
- 1985 — Rude Raid
- 1987 — Консьєрж на сходах
- 1989 — Нісенітниці / Foutaises (спільно з Жаном-П'єром Жене, 8 хв.)
- 1994 — KO Kid (анімаційний, 3 хв.)

### Телевізійні фільми
- 1998 — Exercice of Steel
- 1988 — Méliès 88: Le topologue